# Am Haken
Am Haken ist eine Ortslage im Norden der bergischen Großstadt Wuppertal.

## Lage und Beschreibung
Die Ortslage befindet sich im Süden des Wohnquartiers Uellendahl-West im Stadtbezirk Uellendahl-Katernberg auf einer Höhe von 192 m ü. NHN im Mirker Bachtal an der heutigen Uellendahler Straße. Eine Straße und eine Bushaltestelle mit dem Namen Am Haken befindet sich etwa 200 Meter östlich des ursprünglichen Wohnplatzes, der heute in der Wohn- und Gewerbebebauung entlang der Uellendahler Straße aufgegangen ist.
Am Haken befindet sich südlich der Uellendahler Straße, gegenüber nördlich befand sich die Ortslage Mangen. Weitere benachbarte Ortslagen, Hofschaften und Wohnplätze sind Am Bruch, Opphof, Am Schnapsstüber, Am Schlagbaum, Am Brucher Häuschen, Weinberg, Wolf und Kempers Häuschen.

## Etymologie und Geschichte

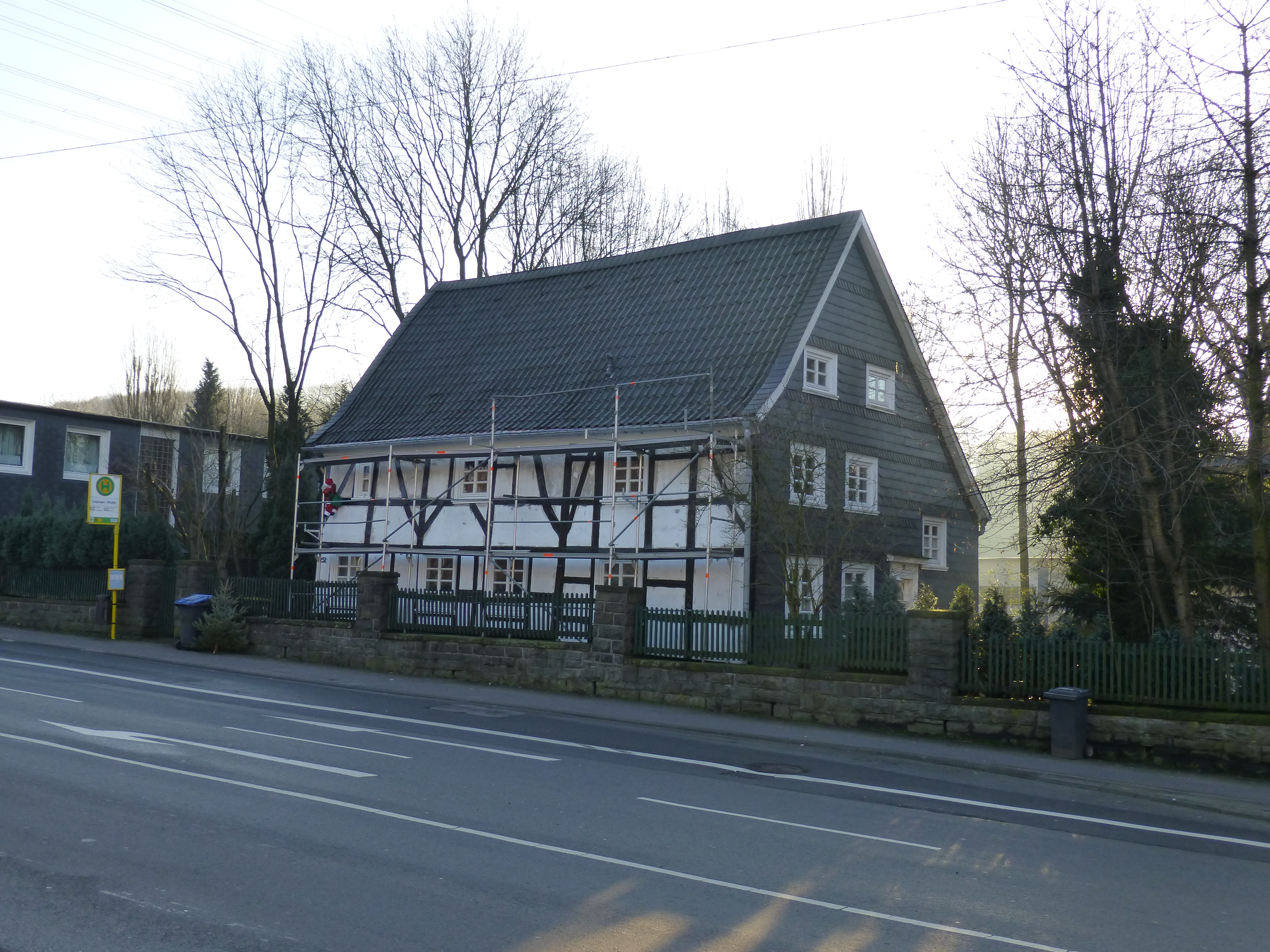
Haus in der Ortslage (Uellendahler Straße 252)

Der Name lässt entweder auf eine früher häufig angewendete Rodungsart (Hack- oder Haurodung) oder auf eine Form von Hagen schließen.
Am Haken ist auf der Topographia Ducatus Montani des Erich Philipp Ploennies aus dem Jahre 1715 als a Hacken verzeichnet. Im 19. Jahrhundert gehörte Am Haken zur Mirker Rotte der Oberbürgermeisterei Elberfeld. Der Ort ist auf der Topographischen Aufnahme der Rheinlande von 1824 als Haken und auf der Preußischen Uraufnahme von 1843 als Hacken eingezeichnet.
Für 1815/16 werden keine Einwohner angegeben. Der laut der Statistik und Topographie des Regierungsbezirks Düsseldorf 1832 als Ackergut und Handwerkerwohnung kategorisierte Ort wurde als am Haken bezeichnet und besaß zu dieser Zeit drei Wohnhäuser und vier landwirtschaftliche Gebäude. Zu dieser Zeit lebten 23 Einwohner im Ort, davon einer katholischen und 22 evangelischen Glaubens.
Am Ort vorbei wurde 1825 die Chaussee von Elberfeld über Hatzfeld und Schmiedestraße nach Sprockhövel und Witten gebaut, die heutige Uellendahler Straße.